# فاکتور رشد فیبروبلاست
فاکتور رشد فیبروبلاست (انگلیسی: Fibroblast growth factor) گروهی از فاکتورهای رشد هستند که در رگ‌زایی، بهبود زخم‌ها و تکامل جنینی دخیل هستند.
فاکتورهای رشد مولکول‌هایی طبیعی با ساختار پروتئینی یا استروئیدی هستند. این فاکتورها در رشد و تمایز سلولهای زیادی دخیل هستند و نوعی سیتوکین هستند.

## تاریخچه
فاکتور رشد فیبروبلاست در عصاره هیپوفیز توسط آراملین در سال ۱۹۷۳ و پس از آن نیز در عصاره مغز گاو پیدا شد. در سال ۱۹۷۴ در تست بیوپسی نشان داده شد که FGFs سبب تکثیر فیبروبلاست‌ها می‌شود.
دانشمندان تاکنون در انسان،23 عضو از خانواده FGF شناسایی کرده‌اند که در رشد و تمایز سلول‌های زیادی دخیل هستند. ابتدا با تجزیه بیشتر عصاره هیپوفیز با استفاده از محلول‌های اسیدی و pH پایه، موفق به جداسازی دو نوع گوناگون شدند که «به نام «فاکتور اسیدی رشد فیبروبلاست» (FGF-1) و «فاکتور رشد فیبروبلاست پایه» (FGF-2) معروفند. این پروتئین با درجه بالایی از هویت اسید آمینه اما با mitogens مجزا شناسایی شده‌است. FGF-2 انسانی در وزن مولکولی پایین (LMW) و سایر ایزوفرم‌ها در وزن مولکولی بالا HMW)) بدست می‌آید. LMW FGF-2 در کل عملکردی سیتوپلاسمی با خصوصیات اتوکرین دارد، در حالی که FGF-2s HMW فعالیت هسته‌ای دارند و اعمال را از طریق مکانیسم اینتراکرین کنترل می‌کنند.
فاکتورهای رشد فیبروبلاست ۱ تا ۱۰، همه به گیرنده عامل رشد فیبروبلاست (FGFRs) متصل می‌شوند.